# 安田町立安田中学校
安田町立安田中学校（やすだちょうりつ やすだちゅうがっこう）は、高知県安芸郡安田町大字安田にある公立中学校。

## 周辺
- 安田町役場
- 安田町立安田小学校
- 安田郵便局
- 安田川
- 高知県道12号安田東洋線

## アクセス
- 土佐くろしお鉄道阿佐線（ごめん・なはり線） 安田駅から南へ100m
- 高知東部交通バス 安田中前にて下車

## 通学区域が隣接している学校
- 田野町立田野中学校
- 北川村立北川中学校
- 馬路村立馬路中学校
- 安芸市立安芸中学校